# Carroll County Public Schools
Las Escuelas Públicas del Condado de Carroll son un distrito escolar con sede en Westminster, Maryland . CCPS es el noveno condado más grande del estado de Maryland. Cerca de 25.000 estudiantes están matriculados en las escuelas públicas del condado. El sistema escolar incluye todo el condado de Carroll, Maryland .

## Liderazgo
Las escuelas son administradas por la superintendente Sra. Cynthia McCabe. McCabe fue designado por un período de cuatro años como Superintendente de las Escuelas Públicas del Condado de Carroll a partir del 1 de julio de 2022.
En 2022, la junta escolar anunció en la reunión de abril que se alentaría a los estudiantes a "arrancar, rasgar y pisotear las banderas del orgullo en los terrenos escolares", después de que se levantara una donación de banderas del capítulo local de PFLAG en las aulas. La junta escolar votó para desarrollar una nueva política sobre el uso de símbolos políticos, específicamente banderas, en los edificios escolares, pero el acalorado debate continúa.
La Junta de Educación consta de cinco miembros electos de la Junta de Educación y un miembro estudiantil sin derecho a voto.
Desde mayo de 2022, los miembros son el presidente Kenneth Kiler, la vicepresidenta Tara A. Battaglia, Marsha B. Herbert, Patricia S. Dorsey y Donna M. Sivigny. El representante estudiantil actual es Devanshi Mistry.

## Escuelas

### Otras escuelas
- Centro de Carreras y Tecnología del Condado de Carroll
- Escuela Carroll Springs
- Escuela de puerta de enlace
- Escuela al aire libre

#### Instituto
- Escuela secundaria Francis Scott Key
- Escuela secundaria de la libertad
- Escuela secundaria South Carroll
- Escuela secundaria del siglo
- Escuela secundaria de Westminster
- Escuela secundaria Winters Mill
- Escuela secundaria del valle de Manchester

- Escuela secundaria del este
- Escuela secundaria Mt. Airy
- Escuela secundaria North Carroll
- Escuela secundaria del noroeste
- Escuela secundaria Oklahoma Road
- Escuela secundaria Shiloh
- Escuela secundaria de Sykesville
- Escuela secundaria del oeste

### Escuelas primarias
- Escuela Primaria Carrolltowne
- Escuela Primaria Cranberry Station
- Escuela primaria Ebb Valley
- Escuela primaria Eldersburg
- Escuela primaria Elmer A. Wolfe
- Escuela primaria del distrito de la libertad
- Escuela Primaria Valle de la Amistad
- Escuela primaria de Hampstead
- Escuela Primaria Linton Springs
- Escuela primaria de Mánchester
- Escuela Primaria Mechanicsville
- Escuela Primaria Mt. Airy
- Escuela primaria Parr's Ridge
- Escuela Primaria Piney Ridge
- Escuela Primaria Robert Moton
- Escuela primaria Runnymede
- Escuela Primaria Sandymount
- Escuela Primaria Spring Garden
- Escuela primaria Taneytown
- Escuela primaria de Westminster
- Escuela Primaria William Winchester
- Escuela Primaria Winfield